# Urodexia penicillum
Urodexia penicillum är en tvåvingeart som beskrevs av Osten Sacken 1882. Urodexia penicillum ingår i släktet Urodexia och familjen parasitflugor. Inga underarter finns listade i Catalogue of Life.